# 笠置號防護巡洋艦
笠置号防护巡洋舰（日语：／ Kasagi ?）是旧日本海軍的防护巡洋舰，为笠置级防护巡洋舰（日方正式名称）的首舰。本舰及姊妹舰为日本首次向美国购买的大型军舰，同时也是日本最后一批外购的防护巡洋舰。本舰参加了日俄战争和第一次世界大战。
本舰的舰名来源于山城國（属今京都府辖区内）相樂郡的笠置山。这是日本海军中第一艘以“笠置”命名的军舰，日后该名由1944年下水的笠置號航空母艦所继承。

## 设计和概述

### 背景
1892年（明治25年），日本海军就曾经制定过一份海军造舰计划，打算建造以4艘1万1400吨级的铁甲舰为首的19艘作战舰艇，其中二等巡洋舰计划增建两艘，预定吨位3800吨。1895年（明治28年）甲午战争结束，海军方面根据实战得到的经验教训而修正了之前的明治25年计划，大量增加新建数量，其中二等巡洋舰调整为增建三艘吉野级。然而此项造舰费用，加上添建各地设施以及岸防的费用，总计超过了2亿日元，因国力所限，海军必须将总额压缩至2亿日元以内。同年7月，时任海軍大臣西鄉從道在阁议中提出了缩减过的计划，二等巡洋舰总数依旧维持3艘不变，总数减少到17艘。关于巡洋舰的问题，西乡明确指出，为了实现在海上与敌方进行铁甲舰决战，海军有必要大量装备高航速的巡洋舰，以对敌方进行侦察、探知战机；同时因为敌人也会如此为之，故而海军同样需要高速巡洋舰进行追击。因此海军需要建造大量的巡洋舰来为主力战列舰进行护卫侦察。为了实现这一目标，除了建造装备重装甲与大口径火炮的一等巡洋舰（即装甲巡洋舰）以外，还要增建二等巡洋舰；新舰应该在日本海军现役的吉野的基础上进行改进、加大。这份十年造舰计划在阁议时得到了通过，但因为国家的经济状况，将会把计划先分成两期再呈递给帝国议会审议。
1895年12月，西乡将第一期海军扩张计划、总计金额9497万余日元提交到第9届帝国议会审议。其中二等巡洋舰预定为4850吨级3艘。议会这一次没有像之前那样对海军的计划大刀阔斧地裁减，仅仅削减了20万余日元预算，并分摊到1896-1902年的7年中去，大体上全盘同意了海军的计划。
第一期海军扩张计划所需费用基本上来自日本从《马关条约》所获得的赔款。但出于政治方面的考虑，三舰各有不同的安排：高砂直接在英国建造及舾装；本舰在美国费城建造，舰体建成后先赴英国安装武器再返回日本；本舰姊妹舰千岁则在美国旧金山建造，舰体建成后先返回日本再安装国产的武器。

### 概述
本舰由美国費城威廉·克兰普造船厂设计和建造。其外观与尺寸均与同期由英国建造的高砂基本相同，只是略为放大了一些；武器也几乎完全相同。但两者内部结构有很大差别：笠置内部设有142个水密舱，而高砂作为典型的“埃尔斯维克巡洋舰”内部划分了109个水密舱。
本舰主炮为两门45倍径单装8英寸（203）速射炮，一前一后分别安装在艏艉楼上，由炮盾进行保护。副武器则是12门40倍径单装120（4.7英寸）速射炮。轻型武器包括12门76毫米6磅炮，以及6门哈奇开斯40倍径47毫米单装机关炮。鱼雷武器方面，本舰装备了5具14英寸（356）鱼雷发射管。
本舰采用了哈维尔渗碳装甲，防护能力与高砂相当。装甲甲板水平部分厚62毫米，倾斜部分为112毫米。主炮炮盾正面装甲为203毫米，侧面则为62毫米。司令塔装甲厚115毫米。

## 舰历

### 建成至早期

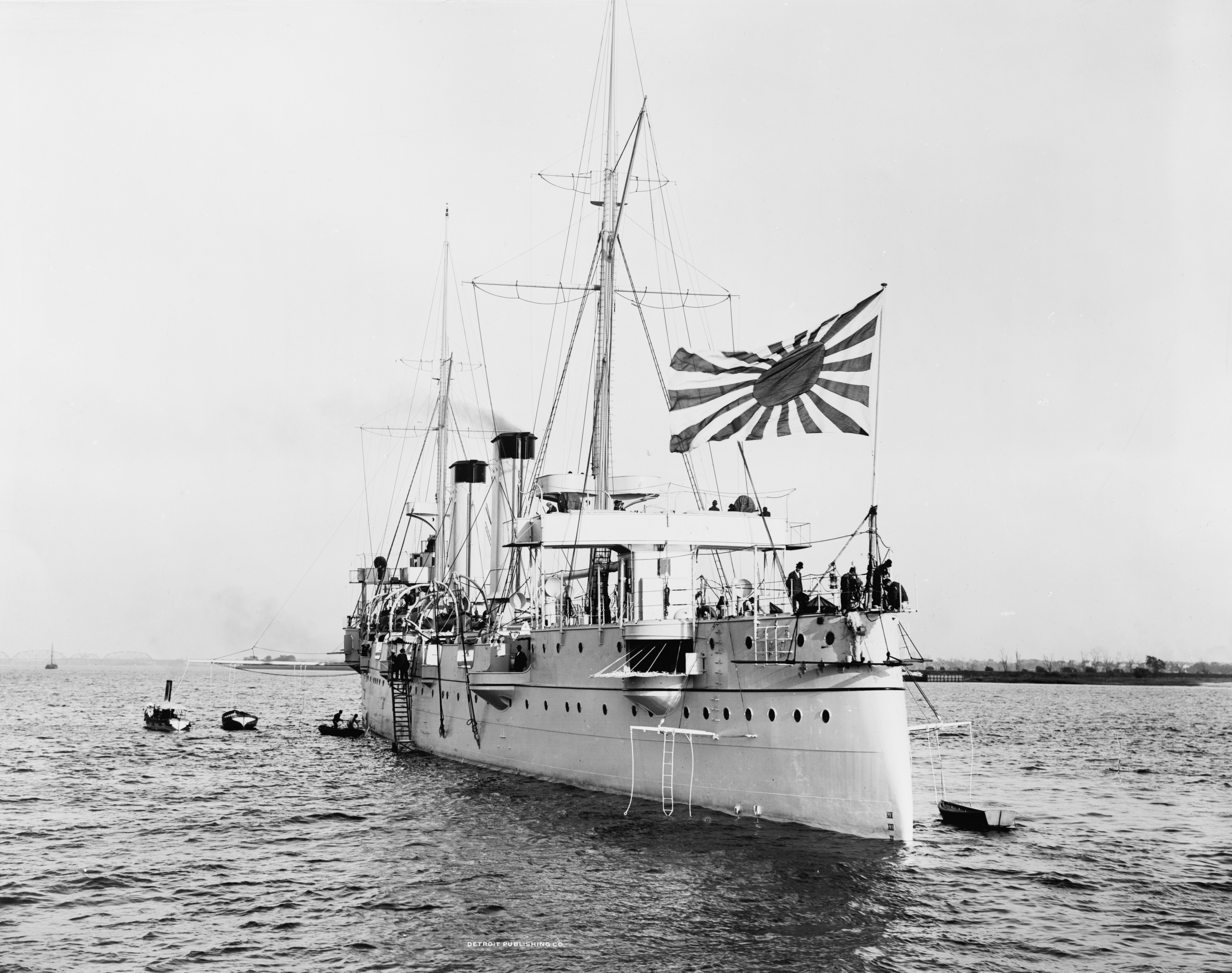
尚未安装火炮的笠置号，摄于1898年动身前往英国之前

1897年（明治30年）2月13日，威廉·克兰普造船厂开始动工兴建本舰。同年3月13日，日本海军为本舰提供了两个候选名，分别为“笠置”和“矢作”。3月26日，日本海军对4艘外购军舰正式，其中第一号二等巡洋舰定名为“笠置”。
1898年（明治31年）1月20日本舰下水。同年3月21日，日本海军制定军舰及鱼雷艇等级，将3500-7000吨的巡洋舰划分为二等巡洋舰，将笠置等舰划入这个等级内。同年10月24日建成。25日，笠置参加了在特拉华州举行的美西战争凯旋阅舰式。同年11月2日，笠置从美国出发前往英国安装火炮等武器。
1899年（明治32年）5月16日，笠置返回日本。
1900年4月，笠置在鹿兒島灣举行的演习中因大雾天与一艘汽轮相撞。该汽轮被迫抢滩搁浅，才避免了沉没的危险；而笠置则并无大碍，可以继续完成任务。5月-9月，为了应对中国的义和团运动，笠置奉命前往大沽。
1901年7月，笠置参加了一次军事演习，在演习中笠置扮演敌方，模拟对佐世保港发动攻击。同年8月，笠置与装甲巡洋舰磐手前往符拉迪沃斯托克（中文旧称海参崴）进行友好访问。

### 日俄战争
1903-1904年间，日本和俄国之间为了争夺在朝鲜的权益而展开了激烈的竞争。12月下旬日本海军将常备舰队解散，重新编成为第一、二、三舰队，第一、第二舰队又编组为联合舰队。其中第一舰队第三战队下辖4艘性能较为先进的二等防护巡洋舰（旗舰千岁、高砂、笠置、吉野），战队司令为出羽重遠海军少将。
1904年2月6日09时，联合舰队第三战队首先开始起锚驶出佐世保港。7日早上，第三战队捕获了一艘俄国商船俄罗斯号。当天15:30，第三战队奉命前往小青岛一带侦察俄军舰队动向。8日08时，第三战队抵达目的地，并未发现俄舰踪迹，于是出羽率队转向西北，11时与主力会合。8-9日夜间，日本海军以驱逐舰对驻扎在旅顺港（俄方称亚瑟港）的俄国太平洋舰队发动攻击，日俄战争正式爆发。9日08:08，出羽率第三战队抵近至距离旅顺口仅7000米处，侦察夜袭效果，同时试图引诱俄舰出港交战。出羽看到港内俄舰停泊位置杂乱，判断俄军在受到偷袭后承受了重大损失，于是08:09率队退走，与主力会合。联合舰队高层根据报告认定俄国舰队已然军心涣散，于是决定冒险进入港内进行炮击，用右舷火力射击俄舰。11:45联合舰队在旅顺口8500米外转向正西，闯入港内。第三战队在队列最末尾，12:15进入旅顺港内。3号舰笠置对准一艘看似塞瓦斯托波尔号的俄舰进行射击。俄舰及炮台报以猛烈的还击，大量炮弹落在日舰附近。12:08一发炮弹在笠置右侧水面炸裂，炮弹碎片在笠置舰内飞溅；不久又有一发12英寸（305）近失弹爆炸，在笠置右舷造成一个大破洞，造成内部物品损坏。联合舰队司令长官东乡平八郎海军中将见俄军的战斗决心超出估计，被迫撤退。第一、第二战队先行调头，12:25以后的几分钟内排在末尾的第三战队承受了俄军的全部火力。12:37第三战队调头退出港内。
同年5月15日，日军初瀨、八島、敷島、笠置对旅顺口执行近程封锁。中午时分八岛、初濑先后触雷，第一舰队司令梨羽時起海军少将指派就笠置前往尝试拖曳初濑。12:33初濑再次触雷，发生了严重的爆炸，大部沉入海中。笠置等日舰只能放弃抢救舰船的打算，切断拖曳的钢缆，改为打捞落水乘员。笠置收容了123名初濑乘员，然后准备前往八岛处进行救助。此时多艘俄国驱逐舰出现并驶向在海面上的日军救援汽艇，笠置遂在约6500米距离上开炮驱赶，不久俄舰拉起烟雾并退去。
同年6月23日05:40，日军负责监视港口的驱逐舰发现侦察防护巡洋舰诺维克号及一批舰艇从黄金山下出港。收到警报的日本舰艇立即从裏长山群岛泊地出航。当天第三战队仅高砂、笠置停泊在裏长山泊地，也出发参加拦截。这次实际上是太平洋舰队旅顺分舰队的一次突围尝试，诺维克号、巴扬号、佩列斯韦特号、波尔塔瓦号、塞瓦斯托波尔号、帕拉达号、阿斯科利德号、狄安娜号等8艘主要舰艇率先抵达馒头山东南岸。11:00左右皇太子号、胜利号、列特维赞号也已经出港。面对倾巢出动的俄舰，日舰主力尚未抵达，此时第一舰队司令出羽海军少将指挥着仅有的高砂、笠置两舰，与隶属第六战队、匆忙赶到的千代田在遇岩西南会合。出羽先派出高砂、笠置前往帽岛方向增援日军驱逐舰，同时探察敌情；其后又加派千岁、千代田作为进一步的增强。18:15俄国的战列舰与巡洋舰战列以皇太子号为先导，出现在遇岩西北约8海里（15）处，诺维克号则带领着7、8艘驱逐舰行驶在主力纵队右侧。第三战队则占领了俄舰主力前方约5海里（9.3）的位置，其余陆续赶到的日舰也纷纷组成包围圈。双方主力持续接近，20时左右无心恋战的俄国舰队突然调头往北撤退。20:20东乡下令让驱逐舰发动突击，其他各队撤往警戒地点。
随着日军在陆地上的推进，日军的陆军重炮已经可以对港内俄舰造成严重的威胁。8月10日俄舰被迫再次尝试突围。当天出羽率领第三战队（八雲、笠置、高砂、千岁，欠淺間）从天刚亮时起就在老铁山南边15海里（28）处监视俄舰动向。他在收到扶桑的急电后立即率队出发，10:23向东寻找俄舰踪迹。不久出羽收到了更详细的电报，称俄舰正在往渤海湾方向挺进，于是又调转编队方向往西。正午时分第三战队赶到老铁山西北偏北方向，发现俄国舰队正在往东移动。此时附近还没有其他的日舰赶到，于是12:10出羽下令升起作战旗，准备单独迎战。12:20第六战队出现在东北方向，其后第一战队也从东边稍偏北方向赶到战场，并与俄舰交火。第三战队则乘机绕到俄国舰队尾部，对殿后的俄舰进行攻击。15:15东乡下令第三战队攻击俄国巡洋舰，出羽遂率队逼近射击，然而俄舰猛烈的火力将防护薄弱的第三战队逐退，迫使后者往南与第一战队会合。18:37俄军旗舰皇太子号司令塔受到日军大口径炮弹命中，司令威廉·维特捷夫特战死，俄舰陷入了混乱。第三战队在俄舰东南方进行了攻击。随着天色渐暗，俄舰大部退回旅顺港，而日舰则向东撤回泊地。
当晚日舰分散搜索四处逃散的俄舰。出羽一开始往东南边进行搜索。11日06:25，第三战队结束搜索返回北边的泊地，不久接到了第六战队追击阿斯科利德号的消息，出羽于是率队再次南下。一番搜索无果，八云、笠置返回了泊地与第一战队会合。当晚23时皇太子号进入胶州湾，12日上午又陆续有数艘俄舰抵达该地区。出羽接到情报，于14时率领第三战队（八云、浅间、高砂首先出发，千岁、笠置后来陆续到达）以及辅助舰日本丸前往青岛。各日舰在胶州湾附近搜索了一圈（后来又有驱逐舰陆续加入搜索），确认除了进入青岛的俄舰外当地再无其他敌舰。16日出羽派出参谋山路一善海军少佐搭乘驱逐舰雷號前往青岛与德国人交涉，其他日舰则在湾口戒备。日军人员在德方陪同下确认了港内各俄舰的确已经缴械，于是不再作要求而退去，17日返回里长山泊地。
同年12月下旬，旅順會戰进入尾声，第一太平洋舰队（原太平洋舰队）已经全军覆没，而由齐诺维·罗杰斯特文斯基海军少将率领、从波罗的海舰队抽调舰艇而编成的救援舰队（第二太平洋舰队）正在一路杀来。联合舰队决定进行整修，以应对即将来临的决战。为此联合舰队重新进行整编，第三战队补充了损失的舰艇，依旧下辖4艘防护巡洋舰（旗舰笠置、千岁、音羽、新高），战队司令依然是出羽（此时已晋升为海军中将）。
1905年5月27日，俄国第二太平洋舰队在对马海峡遭遇联合舰队主力拦截。当天第三战队正在白濑西北方戒备，接获俄国舰队出现的警报后立即往目击地点驶去。10:42第三战队在神埼以南约15海里（28）发现俄国舰队踪迹，此后一直在俄国舰队左舷4—5海里（7—9）距离保持接触。11:40双方距离缩短至8000米，11:42俄舰向第三战队开火。俄舰炮击着弹点比较准确，有鉴于防护相对单薄的第三战队不是俄国战列舰的对手，出羽选择主动退避，将距离拉大到9000米，但依旧一路密切监视。13:20第一、第二战队从东北方向出现，第三战队也随之加速，绕到俄国舰队尾部，14:50距离俄国巡洋舰战队约7800米，笠置首先发起射击，其后双方纷纷开火。第三战队从俄国舰队后尾穿过，绕到了巡洋舰战队右侧，与第四战队一起形成交叉火力，迫使俄国巡洋舰战队以及辅助舰艇阵脚大乱。15:08旗舰笠置水线下煤舱受到攻击，开始进水。15:30奥列格号、阿芙乐尔号、迪米特里·顿斯柯伊号等为了救援战斗力最弱的辅助舰艇而向西回头，第三战队见势也立即向北转向挡在俄国巡洋舰去路前面。不久为了避免妨碍第一战队，15:35第三战队又再度转向，用右舷火力持续射击。16:07第三战队再次转向东，换成利用左舷火力攻击。16:30以后，俄国战列舰战队受到日军主力舰压迫而改向，正好冲着第三、第四战队的方向过来。第三战队一时间陷入苦战，各舰多处中弹，只好先向东躲避，随后再跟在第一、第二战队后面前进。此时笠置的进水情况逐渐加剧，海水已经渗入到锅炉舱中，部分锅炉熄火，出羽打算更换旗舰，于是下令音羽、新高临时跟随在第四战队后面，笠置、千岁两舰则脱离战斗。海面上风大浪急，换乘非常困难；而笠置的情况已经十分严重，单独航行恐怕有危险，于是出羽决定让千岁护卫着笠置前往附近的浅滩。16:20两舰脱离了战场，20:30到达油谷湾，出羽立即换乘至千岁重返战场。而笠置则留在当地进行紧急修理，故此错过了当晚和次日对俄国舰队残部的追击。
同年6月14日，日本方面重新调整编制，第三战队（千岁、笠置、新高、音羽）司令改为岛村速雄海军少将，划入上村彦之丞海军中将指挥的第二舰队。19日，第二舰队转为以竹敷要港部为基地，执行在对马海峡巡逻、掩护陆军在朝鲜的登陆等一系列行动。
同年9月5日，日俄两国签订《朴茨茅斯和約》，战争结束。同年10月12日，笠置从神户出发，20日抵达横滨，参加了凯旋阅舰式。

### 后期至结局
1908年10月，笠置参加了日本海军在战后的首次大规模演习。
1910年（明治43年），笠置转为训练舰，10月16日搭载海军少尉候补生前往夏威夷进行远洋训练，1911年3月6日返回日本。
1914年（大正3年），第一次世界大战爆发，笠置也参加了战争，负责在南海进行巡逻。
1916年（大正5年），笠置奉命前往拖曳触礁的加油船志自岐丸。5月20日，笠置正在向秋田港航行途中在津轻海峡触礁，第二烟囱附近受到严重的损伤。8月10日笠置船体遭到破坏，沉没损失。同年11月5日从海军中除籍，12月12日出售。

## 历任舰长
下表系根据《日本海軍史》第9、10卷，以及《官報》进行整理。
返航委员长
- 柏原長繁 大佐：1898年3月1日 -

艦長
- 柏原長繁 海军大佐：不詳 - 1899年6月9日
- 永峰光孚 海军大佐：不詳 - 1900年12月6日
- 矢島功 海军大佐：1900年12月6日 - 1901年10月1日
- 坂本一（日语：坂本一 (海軍軍人)） 海军大佐：1901年10月1日 - 1902年10月23日
- 佐伯誾 海军大佐：1902年10月25日 - 1903年4月12日
- 西紳六郎 海军大佐：1903年5月14日 - 9月11日
- 井手麟六 海军大佐：1903年9月11日 - 1905年1月7日
- （暂代）山屋他人 海军中佐：1905年1月7日 - 1月12日
- 山屋他人 海军大佐：1905年1月12日 - 6月14日
- 有馬良橘 海军大佐：1905年6月14日 - 12月12日
- 西山保吉 海军大佐：1905年12月12日 - 1907年8月5日
- 山縣文藏 海军大佐：1907年8月5日 - 1908年4月20日
- 東郷吉太郎 海军大佐：1908年9月15日 - 12月10日
- （兼）築山清智 海军大佐：1908年12月10日 - 1909年2月14日
- （兼）久保田彦七 海军大佐：1909年2月14日 - 4月7日
- （兼）臼井幹藏 海军大佐：1909年11月1日 - 12月1日
- （兼）北野胜也 海军大佐：1910年2月16日 - 3月19日
- 山路一善（日语：山路一善） 海军大佐：1910年3月19日 - 1911年4月12日
- 近藤常松 海军大佐：1911年5月23日 - 12月1日
- 志摩猛 海军大佐：1911年12月1日 - 1912年12月1日
- 冈田三善 海军大佐：1913年5月24日 - 12月1日
- 飯田久恒 海军大佐：1913年12月1日 - 1914年5月27日
- 馬場祐内 海军大佐：1914年5月27日 -
- （暂代）古川鈊三郎 海军中佐：1914年11月10日 - 12月1日
- 古川鈊三郎 海军大佐：1914年12月1日 - 1915年7月19日
- （暂代）松村菊勇 海军中佐：1915年9月25日 - 12月13日
- 樱井真清 海军大佐：1915年12月13日 - 1916年9月25日